# Герб комуни Галльсберг
Герб комуни Галльсберг (швед. Hallsbergs kommunvapen) — символ шведської адміністративно-територіальної одиниці місцевого самоврядування комуни Галльсберг.

## Історія
Герб торговельного містечка (чепінга) Галльсберг отримав королівське затвердження 1950 року. 
Після адміністративно-територіальної реформи, проведеної в Швеції на початку 1970-х років, муніципальні герби стали використовуватися лишень комунами. Цей герб був 1971 року перебраний для нової комуни Галльсберг.
Герб комуни офіційно зареєстровано 1974 року.

## Опис (блазон)
У червоному полі три золоті навісні замки з чорними ключовими отворами, з’єднані між собою в трикутник.

## Зміст
Мотив герба походить з парафіяльної печатки з 1790-х років. Тепер також уособлює Галльсберг як залізничний вузол.